# Central Miwok
Central Miwok, jedna od tri glavne skupine Sierra Miwok Indijanaca iz Kalifornije. Naseljavali su kraj u dolinama gornjih tokova rijeka Stanislaus i Tuolumne.

## Sela
Akankau-nchi (dva grada), Akawila, Akutanuka, Alakani, Chakachi-no, Hangwite, Hechhechi, Hochhochmeti, Humata, Hunga, Kapanina, Katuka, Kawinucha, Kesa, Kewe-no, Kosoimuno-nu, Kotoplana, Kulamu, Kuluti, Loyowisa, Newichu, Olawiye, Oloikoto, Pangasema-nu, Pasi-nu, Pigliku (Miwok izgovor za "Big Creek"), Pokto-no, Pota, Sala, Sasamu, Shulaputi, Siksike-no, Singawü-nu, Sopka-su, Suchumumu, Sukanola, Sukwela, Sutamasina, Takema, Telese-no, Tel'ula, Tipotoya, Tulana-chi, Tulsuna, Tunuk-chi, Tuyiwü-nu, Waka-che, Wokachet, Wolanga-su, Wüyü, Yungakatok, 